# Yippee Ki-Yay
Yippee Ki-Yay MF, TV-program i infotainmentgenren producerat av Nordisk Film med Musse Hasselvall och Jarmo Ek (Joachim Persson), hade premiär i TV6 den 20 maj 2007. Titeln är ett citat från filmserien Die Hard.
Drömmen om att vara hjälte är seriens citat. Musse och Jarmo provar massa olika actionhjältesaker som att hoppa igenom en glasruta, skjuta med prickskyttegevär på gastuber, använda hi-tech spiongrejer för att bugga någon, ta sig in i brinnande hus med mera.
I andra säsongen reste Musse och Jarmo runt i världen och testade bland annat att lura lögndetektorer, wireworks, att hoppa från tak och att rymma från ett fängelse.